# لالين (بونتيفيدرا)
بلدية لالين (بالإسبانية: Lalín) هي بلدية تقع في مقاطعة بونتيفيدرا التابعة لمنطقة غاليسيا شمال غرب إسبانيا.

## الديموغرافيا
يبلغ عدد سكان بلدية لالين 21.127 نسمة عام 2011 (وفقاً للمعهد الوطني للإحصاء الإسباني).
| 20.515 | 20.196 | 20.453 | 20.732 | 20.867 | 21.254 | 21.127 |

## أعلام
- أنتون لاماثاريس